# Crespinella
Crespinella es un género de foraminífero bentónico de la familia Planulinidae, de la superfamilia Planorbulinoidea, del suborden Rotaliina y del orden Rotaliida. Su especie tipo es Operculina? umbonifera. Su rango cronoestratigráfico abarca el Mioceno.

## Clasificación
Crespinella incluye a las siguientes especies:
- Crespinella parri †
- Crespinella umbonifera †